# Rally Dakar de 2012
El Rally Dakar de 2012, la 33.ª edición de la carrera rally raid más exigente del mundo, se realizó del 1 al 15 de enero de ese año, y por cuarta vez consecutiva en América del Sur, tras la cancelación de la edición de 2008 en África por amenazas terroristas. La empresa francesa ASO (Amaury Sport Organisation) es la organizadora del Dakar, que en esta oportunidad se disputó en Argentina, Chile y, por primera vez, Perú.

## Cambios en el reglamento
Las modificaciones más importantes a las reglas de la carrera, comprendían la reducción de la cilindrada de todas las motos, la cual no debía exceder los 450 cc. (en la edición del 2011, esta medida se aplicaba únicamente a los pilotos élite). Una medida similar se aplicó a los cuadriciclos: para los que tenían dos ruedas motoras los límites eran 750 cc. (motor de cuatro tiempos) y 500 cc. (motor de dos tiempos); para los de cuatro ruedas motoras el límite era de 900 cc.

## Desarrollo
En motocicletas, el francés Cyril Despres (KTM) ganó el cuarto Rally Dakar de su carrera, aunque mantuvo una reñida carrera con el ganador del 2011, Marc Coma (KTM), que se ubicó segundo. Un error de navegación de Coma, que lideraba hasta la segunda etapa, dio la oportunidad a Despres para que se adelantara en la clasificación general tras la tercera jornada a unos 10 minutos del español. Sin embargo, Despres tuvo un percance al inicio de la octava etapa en la que acabó varado en el barro, lo que permitió que Coma tomase el liderazgo en la clasificación general por 9' 32" adelante del francés. Terminado el recorrido, Despres apeló ante las autoridades que esa zona no estaba señalizada en el libro de ruta. El reclamo fue aceptado y rebajó la diferencia entre ambos en 1' 26". Para la novena etapa, Despres asumió el liderazgo de la clasificación general a 2' 28" de Coma, quien volvió a recuperar el primer lugar en la decimosegunda jornada a 1' 35" del francés. Sin embargo, en el penúltimo trayecto entre Nazca y Pisco, la moto del piloto español sufrió una avería en su caja de cambios que definió el triunfo de Despres; además se hizo acreedor a una penalización de 45' 00" por cambiar el motor del vehículo por segunda ocasión. En tercer puesto arribó el portugués Hélder Rodrigues (Yamaha); y Laia Sanz (Gas Gas) fue la única de las tres mujeres en competencia que terminó el rally, ubicándose en la 39.ª posición.
En cuadriciclos, la carrera fue dominada desde la tercera etapa por pilotos argentinos, en la que Alejandro Patronelli ganó su segundo Rally Dakar consecutivo; fue seguido por su hermano Marcos Patronelli, y en tercer puesto, Tomás Maffei, todos con vehículos Yamaha. Por otra parte, Sergio Lafuente (Yamaha) se convirtió en el primer uruguayo en ganar una etapa del Rally Dakar en cualquier categoría, al ocupar el primer puesto en las primeras dos jornadas de la carrera.
En coches el liderazgo de la clasificación general fue dominado por los vehículos MINI, y en el podio también entró en disputa el Hummer de Robby Gordon, quien fue excluido en la décima etapa por una “incorformidad técnica” de su automóvil, aunque continuó en la carrera debido a que apeló la decisión .
La carrera fue ganada por el experimentado piloto francés Stéphane Peterhansel, quien se agenció su décima victoria en la historia del rally, cuatro de ellas en un automóvil. En segunda posición llegó Nani Roma, también al mando de un MINI; y el podio fue completado por Giniel de Villiers (Toyota Hilux). El ganador del 2011, Nasser Al-Attiyah, quien se encontraba pilotando un Hummer, debió abandonar la carrera en la novena etapa por problemas en el vehículo, el cual ya había tenido fallas en etapas anteriores. Entre los pilotos hispanoamericanos, destacó el argentino Lucio Álvarez (Toyota Hilux) que se ubicó sexto en la clasificación general, la mejor posición en la historia del Dakar para un piloto de esa nacionalidad en automóviles; y el mismo mérito fue para el chileno Boris Garafulic (BMW, 12º).
Por su parte, en los camiones, el holandés Gerard de Rooy al mando de un Iveco, lideró la clasificación general en trece de las catorce etapas, por lo que ganó su primer rally e interrumpió el dominio de los vehículos Kamaz que por tres ediciones consecutivas habían logrado la victoria. Completaron el podio Hans Stacey (Iveco), y Artur Ardavichus (Kamaz).
La sexta etapa del rally debió ser cancelada por primera vez en la historia debido a una condición climatológica adversa debido a fuertes nevadas en la zona que, más la lluvia, obligaron a cerrar el paso de San Francisco por el que cruzarían los vehículos para ingresar a territorio chileno. Todos los participantes cubrieron la etapa en caravana y tomaron el rumbo hacia el cerro Doña Inés. La travesía fue llamada Operación Guillaumet por el director del rally Etienne Lavigne, en honor a Henri Guillaumet, piloto aviador francés que sobrevivió en Los Andes tras la caída de su nave.
En la primera etapa de la carrera, se produjo el fallecimiento del piloto argentino de motocicletas, Jorge Andrés Martínez Boero, quien sufrió un grave accidente que le provocó un traumatismo en el tórax. Fue la segunda muerte de un competidor desde que el Rally Dakar se realiza en Sudamérica.
En la competición no participó el piloto español Carlos Sainz, campeón en coches del 2010, debido al retiro de su equipo Volkswagen del rally; así como los rusos Vladimir Chagin, siete veces ganador de la categoría de camiones, y Firdaus Kabirov, en dos ocasiones ganador de la misma categoría. Otras ausencias eran las del estadounidense Mike Miller en autos (2° en 2009, y 3° en 2010); y el francés David Frétigné en motocicletas (3° en 2009, 5º en 2010).
Entre otros datos del rally, cincuenta naciones de todo el mundo fueron representadas en la carrera; 190 países recibieron retransmisiones televisivas del Dakar durante todos los días de la competición, con una audiencia de 1,5 millones de espectadores; y el número de competidores inscritos —como pilotos, copilotos y mecánicos— totalizaban 742; de los cuales once eran mujeres.
Los vehículos inscritos antes de la salida hacían un total de 465, desglosados en 171 autos, 185 motos, 33 cuadriciclos y 76 camiones. Luego de estar alojados en la Base Naval Mar del Plata de la Armada Argentina, las unidades efectuaron una salida simbólica, la cual tuvo lugar en una rampa ubicada en la rambla del Casino de dicha ciudad turística. La lista oficial, tras la fase de verificaciones técnicas administrativas, dio como resultado un total de 443 vehículos participantes, que incluía 178 motos, 30 cuadriciclos, 161 coches y 74 camiones.

## Etapas

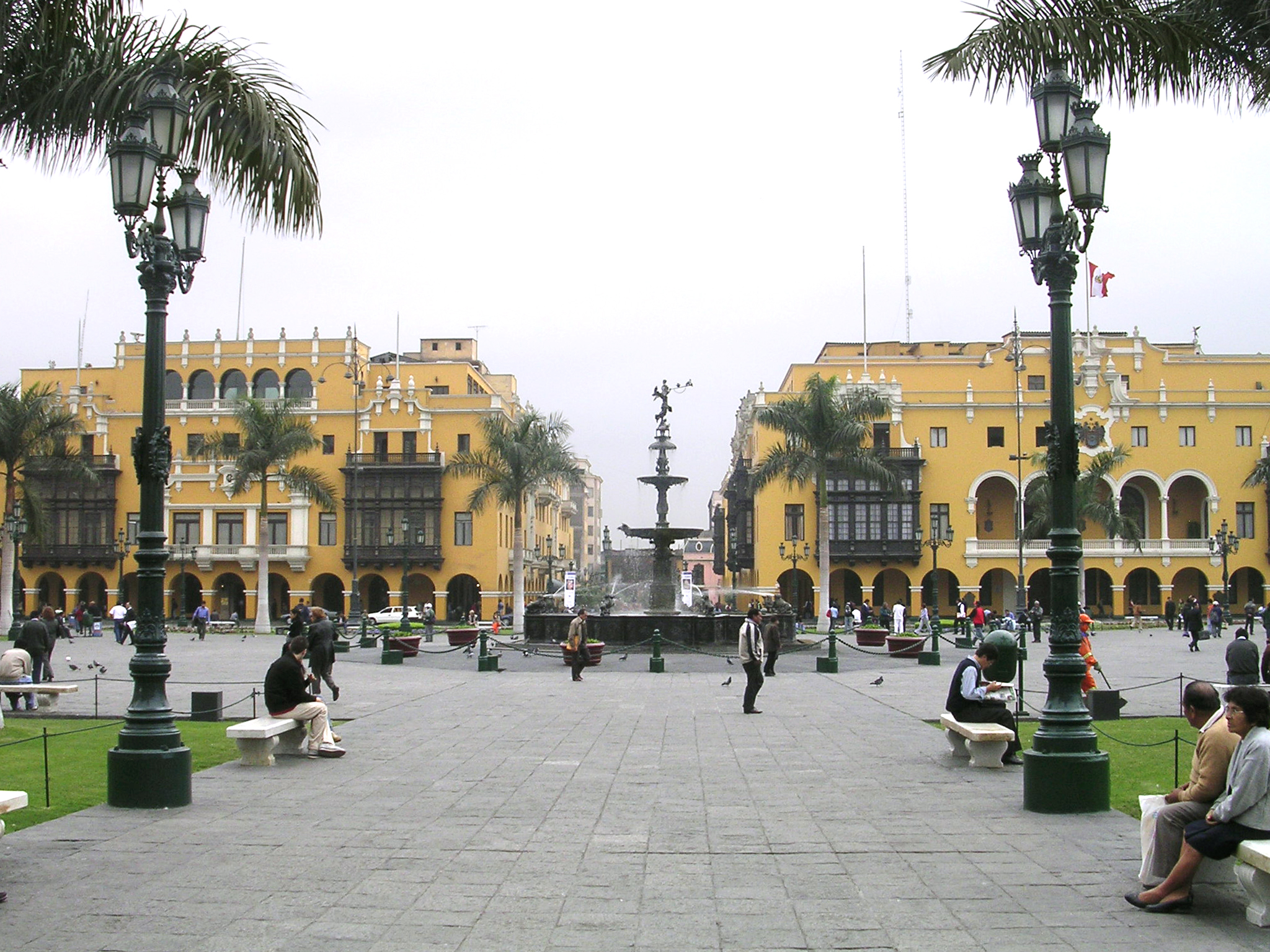
En la Plaza Mayor de Lima se efectuó la premiación de los ganadores del rally.

La etapa seis fue cancelada por malas condiciones climatológicas.
| 1  | 1 de enero  | Mar del Plata              | Santa Rosa                 |                            |                            |                            |                            |                            |                            |                            |                            |
| 2  | 2 de enero  | Santa Rosa                 | San Rafael                 |                            |                            |                            |                            |                            |                            |                            |                            |
| 3  | 3 de enero  | San Rafael                 | San Juan                   |                            |                            |                            |                            |                            |                            |                            |                            |
| 4  | 4 de enero  | San Juan                   | Chilecito                  |                            |                            |                            |                            |                            |                            |                            |                            |
| 5  | 5 de enero  | Chilecito                  | Fiambalá                   |                            |                            |                            |                            |                            |                            |                            |                            |
| 6  | 6 de enero  | Fiambalá                   | Copiapó                    |                            |                            |                            |                            |                            |                            |                            |                            |
| 7  | 7 de enero  | Copiapó                    | Copiapó                    |                            |                            |                            |                            |                            |                            |                            |                            |
|    | 8 de enero  | Día de descanso en Copiapó | Día de descanso en Copiapó | Día de descanso en Copiapó | Día de descanso en Copiapó | Día de descanso en Copiapó | Día de descanso en Copiapó | Día de descanso en Copiapó | Día de descanso en Copiapó | Día de descanso en Copiapó | Día de descanso en Copiapó |
| 8  | 9 de enero  | Copiapó                    | Antofagasta                |                            |                            |                            |                            |                            |                            |                            |                            |
| 9  | 10 de enero | Antofagasta                | Iquique                    |                            |                            |                            |                            |                            |                            |                            |                            |
| 10 | 11 de enero | Iquique                    | Arica                      |                            |                            |                            |                            |                            |                            |                            |                            |
| 11 | 12 de enero | Arica                      | Arequipa                   |                            |                            |                            |                            |                            |                            |                            |                            |
| 12 | 13 de enero | Arequipa                   | Nazca                      |                            |                            |                            |                            |                            |                            |                            |                            |
| 13 | 14 de enero | Nazca                      | Pisco                      |                            |                            |                            |                            |                            |                            |                            |                            |
| 14 | 15 de enero | Pisco                      | Lima                       |                            |                            |                            |                            |                            |                            |                            |                            |

## Resultados por etapas

### Motos
| Etapa | Ganador de la etapa      | Líder en la general      |
| ----- | ------------------------ | ------------------------ |
| 1     | Francisco López Contardo | Francisco López Contardo |
| 2     | Marc Coma                | Marc Coma                |
| 3     | Cyril Despres            | Cyril Despres            |
| 4     | Marc Coma                | Cyril Despres            |
| 5     | Cyril Despres            | Cyril Despres            |
| 6     | Etapa cancelada          | Etapa cancelada          |
| 7     | Marc Coma                | Cyril Despres            |
| 8     | Marc Coma                | Marc Coma                |
| 9     | Hélder Rodrigues         | Cyril Despres            |
| 10    | Joan Barreda Bort        | Cyril Despres            |
| 11    | Cyril Despres            | Cyril Despres            |
| 12    | Marc Coma                | Marc Coma                |
| 13    | Hélder Rodrigues         | Cyril Despres            |
| 14    | Pal Anders Ullevalseter  | Cyril Despres            |

### Cuatriciclos
| Etapa | Ganador de la etapa  | Líder en la general  |
| ----- | -------------------- | -------------------- |
| 1     | Sergio Lafuente      | Sergio Lafuente      |
| 2     | Sergio Lafuente      | Sergio Lafuente      |
| 3     | Pablo Copetti        | Alejandro Patronelli |
| 4     | Tomás Maffei         | Tomás Maffei         |
| 5     | Marcos Patronelli    | Tomás Maffei         |
| 6     | Etapa cancelada      | Etapa cancelada      |
| 7     | Alejandro Patronelli | Alejandro Patronelli |
| 8     | Marcos Patronelli    | Alejandro Patronelli |
| 9     | Alejandro Patronelli | Alejandro Patronelli |
| 10    | Tomás Maffei         | Alejandro Patronelli |
| 11    | Alejandro Patronelli | Alejandro Patronelli |
| 12    | Marcos Patronelli    | Alejandro Patronelli |
| 13    | Tomás Maffei         | Alejandro Patronelli |
| 14    | Tomás Maffei         | Alejandro Patronelli |

### Coches

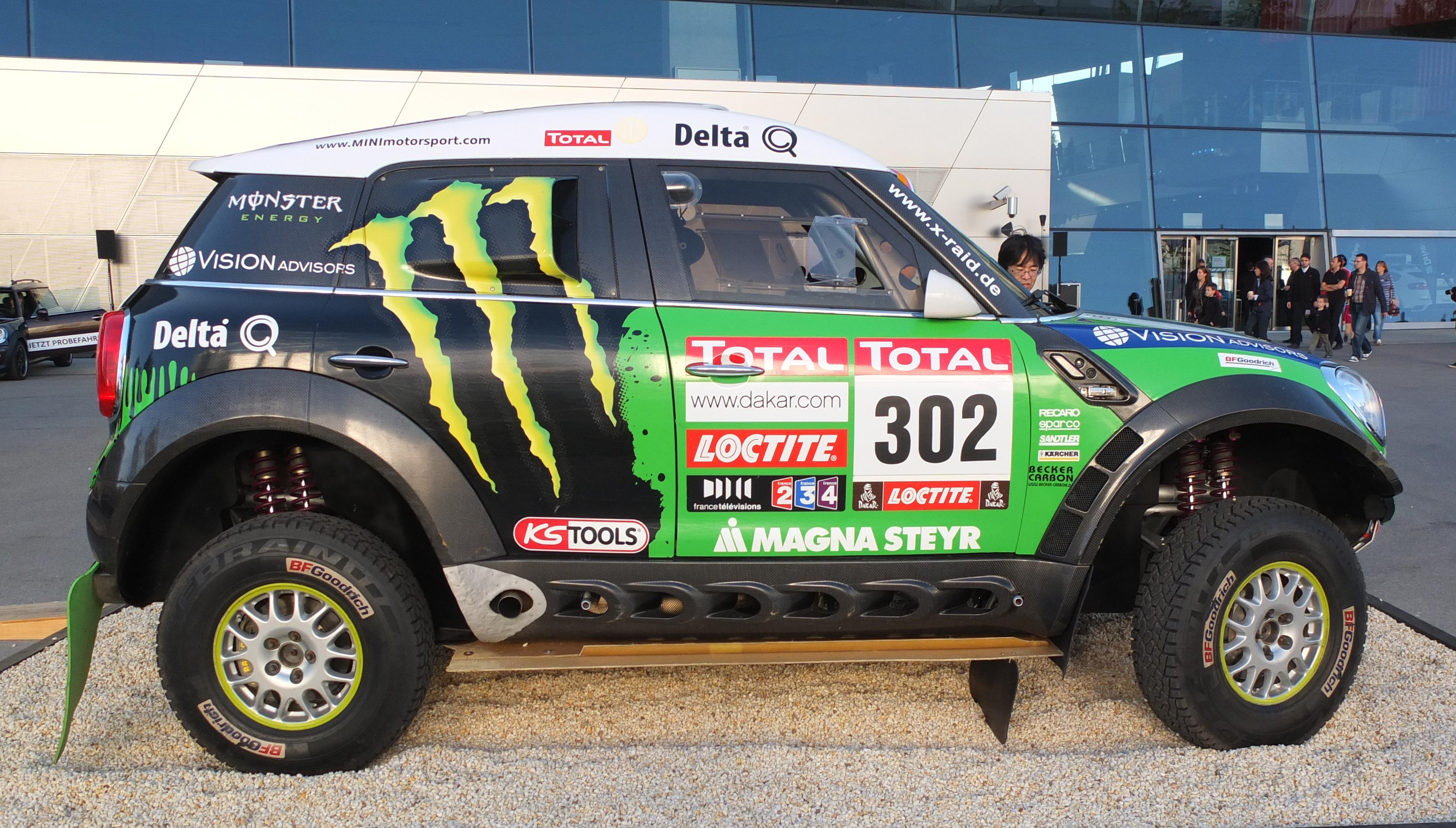
MINI de Stéphane Peterhansel vencedor en coches.

| Etapa | Ganador de la etapa                    | Líder en la general                    |
| ----- | -------------------------------------- | -------------------------------------- |
| 1     | Leonid Novitskiy Andreas Schulz        | Leonid Novitskiy Andreas Schulz        |
| 2     | Nasser Al-Attiyah Lucas Cruz           | Stéphane Peterhansel Jean-Paul Cottret |
| 3     | Nani Roma Michel Périn                 | Krzysztof Holowczyc Jean-Marc Fortin   |
| 4     | Stéphane Peterhansel Jean-Paul Cottret | Stéphane Peterhansel Jean-Paul Cottret |
| 5     | Krzysztof Hołowczyc Jean-Marc Fortin   | Stéphane Peterhansel Jean-Paul Cottret |
| 6     | Etapa cancelada                        | Etapa cancelada                        |
| 7     | Nasser Al-Attiyah Lucas Cruz           | Stéphane Peterhansel Jean-Paul Cottret |
| 8     | Nani Roma Michel Périn                 | Stéphane Peterhansel Jean-Paul Cottret |
| 9     | Robby Gordon Johnny Campbell           | Stéphane Peterhansel Jean-Paul Cottret |
| 10    | Nani Roma Michel Périn                 | Stéphane Peterhansel Jean-Paul Cottret |
| 11    | Stéphane Peterhansel Jean-Paul Cottret | Stéphane Peterhansel Jean-Paul Cottret |
| 12    | Robby Gordon Johnny Campbell           | Stéphane Peterhansel Jean-Paul Cottret |
| 13    | Stéphane Peterhansel Jean-Paul Cottret | Stéphane Peterhansel Jean-Paul Cottret |
| 14    | Robby Gordon Johnny Campbell           | Stéphane Peterhansel Jean-Paul Cottret |

### Camiones
| Etapa | Ganador de la etapa                              | Líder en la general                              |
| ----- | ------------------------------------------------ | ------------------------------------------------ |
| 1     | Marcel van Vliet Bell Peter Serge Bruynkens      | Marcel van Vliet Bell Peter Serge Bruynkens      |
| 2     | Gerard de Rooy Darek Rodewald Tom Colsoul        | Gerard de Rooy Darek Rodewald Tom Colsoul        |
| 3     | Miki Biasion Michel Huisman Giorgio Albiero      | Artur Ardavichus Alexey Kuzmich Nurlan Turlubaev |
| 4     | Gerard de Rooy Darek Rodewald Tom Colsoul        | Gerard de Rooy Darek Rodewald Tom Colsoul        |
| 5     | Gerard de Rooy Darek Rodewald Tom Colsoul        | Gerard de Rooy Darek Rodewald Tom Colsoul        |
| 6     | Etapa cancelada                                  | Etapa cancelada                                  |
| 7     | Gerard de Rooy Darek Rodewald Tom Colsoul        | Gerard de Rooy Darek Rodewald Tom Colsoul        |
| 8     | Ales Loprais Petr Almáši Michal Ernst            | Gerard de Rooy Darek Rodewald Tom Colsoul        |
| 9     | Miki Biasion Michel Huisman Giorgio Albiero      | Gerard de Rooy Darek Rodewald Tom Colsoul        |
| 10    | Artur Ardavichus Alexey Kuzmich Nurlan Turlubaev | Gerard de Rooy Darek Rodewald Tom Colsoul        |
| 11    | Andrey Karginov Igor Devyatkin Andrey Mokeev     | Gerard de Rooy Darek Rodewald Tom Colsoul        |
| 12    | Gerard de Rooy Darek Rodewald Tom Colsoul        | Gerard de Rooy Darek Rodewald Tom Colsoul        |
| 13    | Andrey Karginov Igor Devyatkin Andrey Mokeev     | Gerard de Rooy Darek Rodewald Tom Colsoul        |
| 14    | Miki Biasion Michel Huisman Giorgio Albiero      | Gerard de Rooy Darek Rodewald Tom Colsoul        |

## Clasificaciones finales
- Diez primeros clasificados en cada una de las cuatro categorías en competencia.

### Motocicletas
| Rank. | Piloto                  | Marca  | Tiempo    |
| ----- | ----------------------- | ------ | --------- |
| 1     | Cyril Despres           | KTM    | 43:28:11  |
| 2     | Marc Coma               | KTM    | + 53:20   |
| 3     | Hélder Rodrigues        | Yamaha | + 1:11:17 |
| 4     | Jordi Viladoms          | KTM    | + 1:40:56 |
| 5     | Štefan Svitko           | KTM    | + 1:47:28 |
| 6     | Pål Anders Ullevålseter | KTM    | + 2:11:56 |
| 7     | Gerard Farrés           | KTM    | + 2:14:22 |
| 8     | Alessandro Botturi      | KTM    | + 2:59:04 |
| 9     | Olivier Pain            | Yamaha | + 3:17:50 |
| 10    | Felipe Zanol            | KTM    | + 3:25:56 |

### Quads
| Rank. | Piloto               | Marca  | Tiempo     |
| ----- | -------------------- | ------ | ---------- |
| 1     | Alejandro Patronelli | Yamaha | 53:01:11   |
| 2     | Marcos Patronelli    | Yamaha | + 1:20:17  |
| 3     | Tomas Maffei         | Yamaha | + 2:14:21  |
| 4     | Ignacio Casale       | Yamaha | + 6:09:23  |
| 5     | Sergio Lafuente      | Yamaha | + 8:19:06  |
| 6     | Roberto Tonetti      | Yamaha | + 12:43:38 |
| 7     | Lucas Bonetto        | Honda  | + 13:33:14 |
| 8     | Daniel Mazzucco      | Can-Am | + 13:37:59 |
| 9     | Camélia Liparoti     | Yamaha | + 14:15:10 |
| 10    | Barry Cruces         | Can-Am | + 24:02:23 |

### Coches
| Rank. | Piloto                  | Copiloto           | Marca      | Tiempo    |
| ----- | ----------------------- | ------------------ | ---------- | --------- |
| 1     | Stéphane Peterhansel    | Jean-Paul Cottret  | MINI       | 38:54:46  |
| 2     | Nani Roma               | Michel Périn       | MINI       | + 41:56   |
| 3     | Giniel de Villiers      | Dirk von Zitzewitz | Toyota     | + 1:13:25 |
| 4     | Leonid Novitskiy        | Andreas Schulz     | MINI       | + 2:11:54 |
| EX    | Robby Gordon            | Johnny Campbell    | Hummer     | + 2:16:53 |
| 5     | Lucio Álvarez           | Bernardo Graue     | Toyota     | + 4:05:52 |
| 6     | Carlos Sousa            | Jean-Pierre Garcin | Great Wall | + 4:30:24 |
| 7     | Ricardo Leal dos Santos | Paulo Fiuza        | MINI       | + 5:03:18 |
| 8     | Bernhard ten Brinke     | Mathieu Baumel     | Mitsubishi | + 5:11:18 |
| 9     | Krzysztof Hołowczyc     | Jean-Marc Fortin   | MINI       | + 6:59:38 |
| 10    | Duncan Vos              | Robert Howie       | Toyota     | + 7:08:31 |

### Camiones
| Rank. | Piloto            | Copilotos                             | Marca | Tiempo     |
| ----- | ----------------- | ------------------------------------- | ----- | ---------- |
| 1     | Gérard de Rooy    | Tom Colsoul Dariusz Rodewald          | Iveco | 45:20:47   |
| 2     | Hans Stacey       | Hans van Goor Bernard der Kinderen    | Iveco | + 51:19    |
| 3     | Artur Ardavichus  | Alexey Kuzmich Nurlan Turlubaev       | Kamaz | + 1:47:45  |
| 4     | Andrey Karginov   | Andrey Mokeev Igor Devyatkin          | Kamaz | + 5:01:10  |
| 5     | Ilgizar Mardeev   | Vyatcheslav Mizyukaev Dmitry Sotnikov | Kamaz | + 5:01:50  |
| 6     | Miki Biasion      | Michel Huisman Giorgio Albiero        | Iveco | + 6:31:11  |
| 7     | Martin Kolomy     | René Kilian David Kilian              | Tatra | + 6:54:15  |
| 8     | André de Azevedo  | Maykel Justo Jaromír Martinec         | Tatra | + 7:46:07  |
| 9     | Teruhito Sugawara | Seiichi Suzuki                        | Hino  | + 10:39:24 |
| 10    | Peter Versluis    | Jurgen Damen Harry Schuurmans         | MAN   | + 11:12:32 |